# Euthynnus affinis
Euthynnus affinis
Espèce
Synonymes
- Euthynnus affinis (Cantor, 1849) (Cantor, 1849)
- Euthynnus yaito Kishinouye, 1915
- Thynnus affinis Cantor, 1849
- Wanderer wallisi Whitley, 1937

Statut de conservation UICN

 LC  : Préoccupation mineure
La Thonine orientale ou Kawakawa (Euthynnus affinis) est une espèce de poissons de la famille des scombridés.

## Description et caractéristiques
Ce poisson mesure entre 40 et 100 cm de long, pour une moyenne de 60 centimètres. Le poids maximal est de 14 kg. 
Le dos (quart arrière-supérieur) porte des bandes obliques sombres sur un fond métallisé. La première épine de la nageoire dorsale est beaucoup plus haute que les autres.

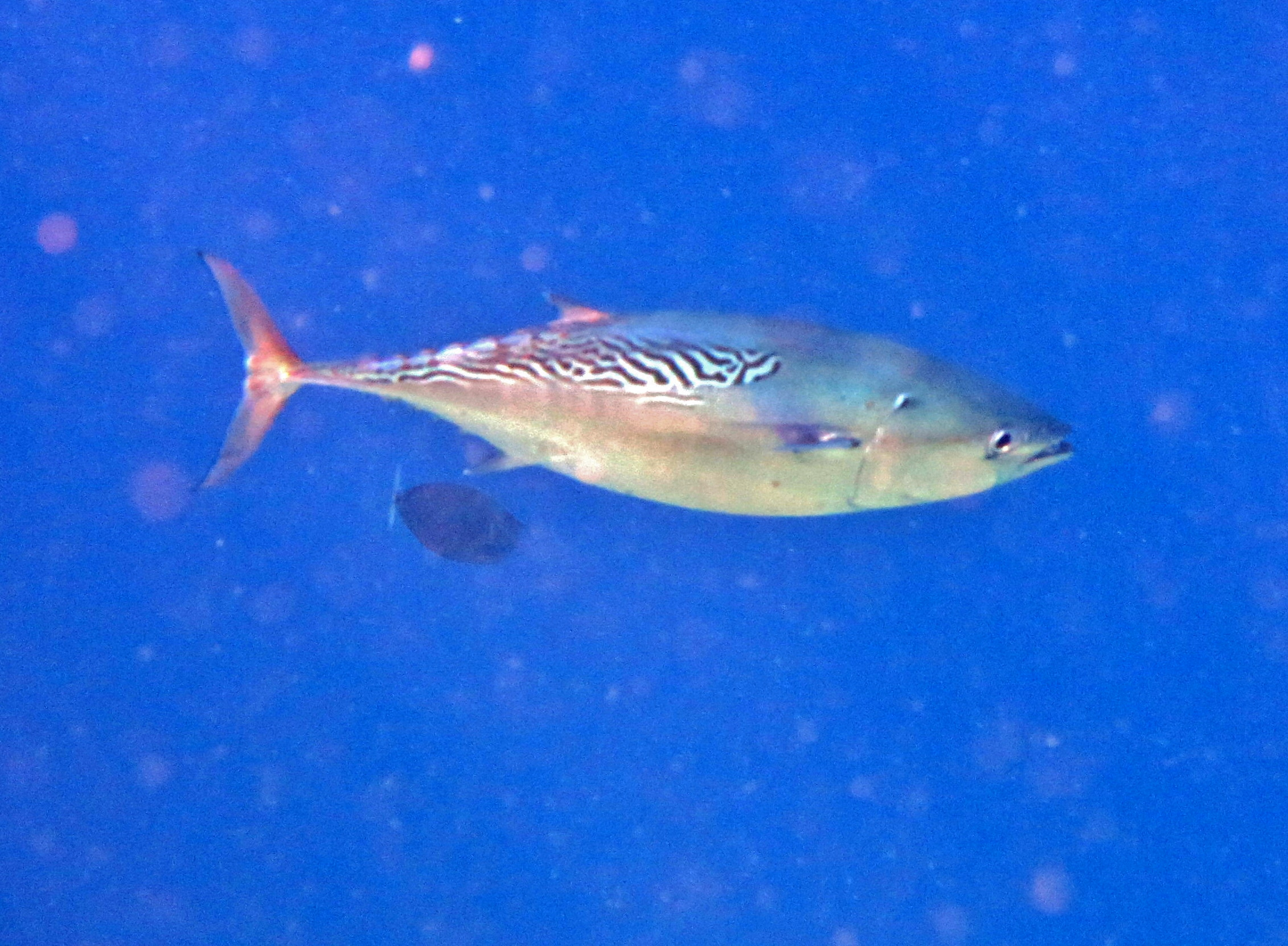
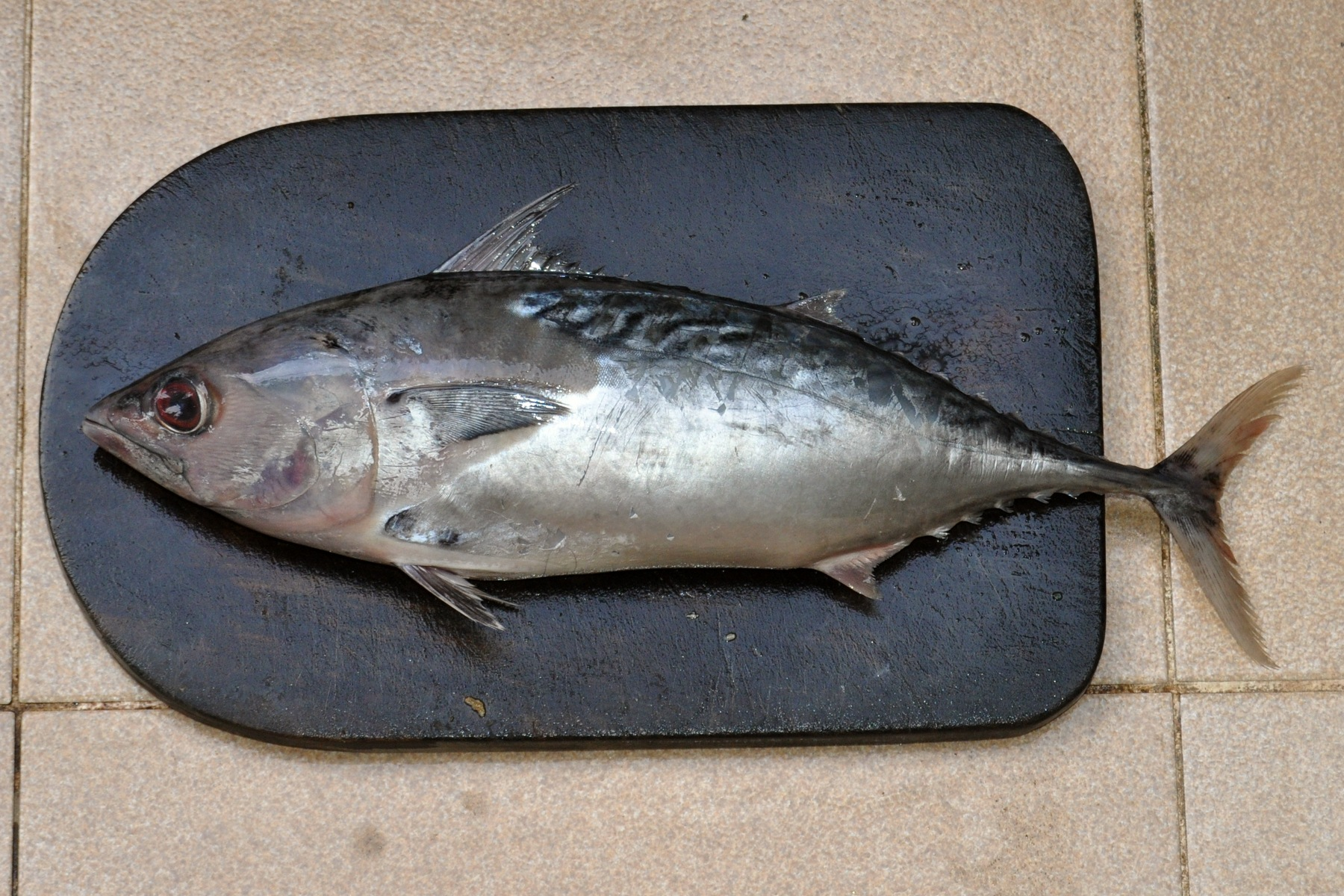
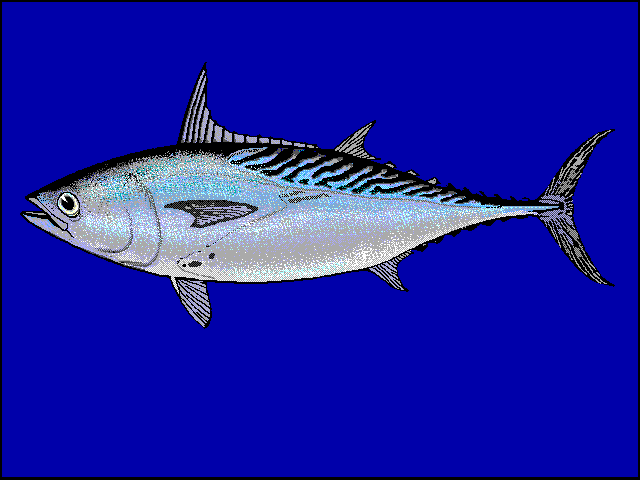

## Alimentation
Elle se nourrit principalement de petits poissons mais aussi de crustacés, de céphalopodes et de gastéropodes, selon un régime très opportuniste.

## Habitat et répartition
C'est une espèce qui vit en bancs mixtes à l'âge adulte, essentiellement au large mais jamais très loin des côtes, qu'elle rejoint ponctuellement.
On la rencontre dans tout l'Indo-Pacifique tropical, entre 0 et 200 m de profondeur.